# دنیاگیری کووید-۱۹ در فرانسه
دنیاگیری کروناویروس در فرانسه (انگلیسی: 2020 coronavirus pandemic in France) به عنوان بخشی از فرایند دنیاگیری کروناویروس، در روز ۲۴ ژانویه ۲۰۲۰، پس از آنکه نخستین مورد ابتلا به بیماری کروناویروس ۲۰۱۹ (کووید-۱۹) در اروپا و فرانسه، در بوردو شناسایی شد، مورد تأیید قرار گرفت. پنج مورد نخست افرادی بودند که اخیراً از چین بازگشته بوند. در ۲۸ ژانویه، یک جهانگرد چینی که حامل ویروس بود، در بیمارستانی در پاریس بستری شد و در ۱۴ فوریه درگذشت. این مورد اولین مرگ در اثر کووید-۱۹ در فرانسه و خارج از قاره آسیا بود.
در ۱۲ مارس، رئیس‌جمهور فرانسه امانوئل مکرون، در تلویزیون عمومی اعلام کرد که تمام مدارس و دانشگاه‌ها از دوشنبه ۱۶ مارس تا اطلاع ثانوی تعطیل خواهند شد. در روز بعد نخست‌وزیر ادوار فیلیپ، تجمع بیش از ۱۰۰ نفر را به‌جز حمل و نقل عمومی، ممنوع کرد. روز بعد، نخست‌وزیر دستور تعطیلی کلیه اماکن عمومی غیر ضروری، از جمله رستوران‌ها، کافه‌ها، سینماها و دیسکوهایی که در نیمه‌شب فعال هستند را صادر کرد. در ۱۶ مارس، رئیس‌جمهور مکرون حصر خانگی اجباری را به مدت ۱۵ روز، از ظهر ۱۷ مارس اعلام کرد. در ۲۷ مارس، نخست‌وزیر ادوار فیلیپ این حصر را تا ۱۵ آوریل تمدید کرد.
| موارد کووید-۱۹ در فرانسه مرگ و میر بهبودی موارد | موارد کووید-۱۹ در فرانسه مرگ و میر بهبودی موارد | موارد کووید-۱۹ در فرانسه مرگ و میر بهبودی موارد | موارد کووید-۱۹ در فرانسه مرگ و میر بهبودی موارد | موارد کووید-۱۹ در فرانسه مرگ و میر بهبودی موارد |
| ----------------------------------------------- | ----------------------------------------------- | ----------------------------------------------- | ----------------------------------------------- | ----------------------------------------------- |
| تاریخ                                           | تاریخ                                           |                                                 | # از موارد                                      | # از موارد                                      |
| ۲۰۲۰-۰۲-۲۵                                      | ۲۰۲۰-۰۲-۲۵                                      |                                                 | ۱۳ (–)                                          | ۱۳ (–)                                          |
| ۲۰۲۰-۰۲-۲۶                                      | ۲۰۲۰-۰۲-۲۶                                      |                                                 | ۱۸ (+۳۸٪)                                       | ۱۸ (+۳۸٪)                                       |
| ۲۰۲۰-۰۲-۲۷                                      | ۲۰۲۰-۰۲-۲۷                                      |                                                 | ۳۸ (+۱۱۱٪)                                      | ۳۸ (+۱۱۱٪)                                      |
| ۲۰۲۰-۰۲-۲۸                                      | ۲۰۲۰-۰۲-۲۸                                      |                                                 | ۵۷ (+۵۰٪)                                       | ۵۷ (+۵۰٪)                                       |
| ۲۰۲۰-۰۲-۲۹                                      | ۲۰۲۰-۰۲-۲۹                                      |                                                 | ۱۰۰ (+۷۵٪)                                      | ۱۰۰ (+۷۵٪)                                      |
| ۲۰۲۰-۰۳-۰۱                                      | ۲۰۲۰-۰۳-۰۱                                      |                                                 | ۱۳۰ (+۳۰٪)                                      | ۱۳۰ (+۳۰٪)                                      |
| ۲۰۲۰-۰۳-۰۲                                      | ۲۰۲۰-۰۳-۰۲                                      |                                                 | ۱۹۱ (+۴۷٪)                                      | ۱۹۱ (+۴۷٪)                                      |
| ۲۰۲۰-۰۳-۰۳                                      | ۲۰۲۰-۰۳-۰۳                                      |                                                 | ۲۱۲ (+۱۰٪)                                      | ۲۱۲ (+۱۰٪)                                      |
| ۲۰۲۰-۰۳-۰۴                                      | ۲۰۲۰-۰۳-۰۴                                      |                                                 | ۲۸۵ (+۳۴٪)                                      | ۲۸۵ (+۳۴٪)                                      |
| ۲۰۲۰-۰۳-۰۵                                      | ۲۰۲۰-۰۳-۰۵                                      |                                                 | ۴۲۳ (+۴۸٪)                                      | ۴۲۳ (+۴۸٪)                                      |
| ۲۰۲۰-۰۳-۰۶                                      | ۲۰۲۰-۰۳-۰۶                                      |                                                 | ۶۱۳ (+۴۵٪)                                      | ۶۱۳ (+۴۵٪)                                      |
| ۲۰۲۰-۰۳-۰۷                                      | ۲۰۲۰-۰۳-۰۷                                      |                                                 | ۹۴۹ (+۵۵٪)                                      | ۹۴۹ (+۵۵٪)                                      |
| ۲۰۲۰-۰۳-۰۸                                      | ۲۰۲۰-۰۳-۰۸                                      |                                                 | ۱٬۱۲۶ (+۱۹٪)                                    | ۱٬۱۲۶ (+۱۹٪)                                    |
| ۲۰۲۰-۰۳-۰۹                                      | ۲۰۲۰-۰۳-۰۹                                      |                                                 | ۱٬۴۱۲ (+۲۵٪)                                    | ۱٬۴۱۲ (+۲۵٪)                                    |

## واکنش‌ها
در ۲۸ فوریه، نمایش مد در هفته مد پاریس که قرار بود تا ۳ مارس اجرا شود، کنسل شد. روز بعد، نیمه ماراتن پاریس که روز یکشنبه ۱ مارس با حضور ۴۴۰۰۰ شرکت کننده برگزار شود، توسط وزیر بهداشت اولیویه وران لغو شد.

## موارد خارجی
در ۲۹ فوریه ۲۰۲۰، موناکو اولین پرونده کووید-۱۹ را تأیید کرد، مردی که در مرکز بیمارستان پرنسس گریس بستری شده بود، سپس به بیمارستان دانشگاه نیس فرانسه منتقل شد. از طرف دیگر، سه تبعه فرانسوی و یک نفر ایتالیایی مقیم بخش آین تشخیص داده شدند و در لوزان، سوئیس بستری شدند.